# Entamoeba coli
Entamoeba coli es una ameba fácilmente encontrada en los intestinos de algunos animales, incluido el ser humano. Se presenta tanto en sujetos sanos como en enfermos, frecuentemente en forma comensal.
Es una especie parásita mayormente no patógena del género Entamoeba que es de importancia clínica. Primero, porque a una persona sana no le causará daño o malestar, pero si las defensas naturales corporales están bajas o en casos de mala nutrición, sí causará daño. Segundo, es importante en medicina, porque a menudo es confundida durante el examen microscópico de heces, con la especie patogénica Entamoeba histolytica. Aunque esta última diferenciación entre las dos especies es típicamente hecha por examen visual de los quistes del parásito con el microscopio de luz, se han desarrollado nuevos métodos y técnicas para facilitar la distinción.
La presencia de E. coli no debe ser, en sí, una causa para buscar tratamiento médico por ser inofensiva. Sin embargo, esta ameba propicia la proliferación de otras amebas en el interior del organismo que se encuentre, así como puede ser un indicio de que otros organismos patógenos hayan sido consumidos conjuntamente.

## Ciclo de vida
A lo largo de su vida presenta varias etapas, las cuales dependen de los nutrientes (o ausencia de estos) en el medio que lo rodea. 

### Trofozoito
Se presenta como una masa ameboide, incolora, que mide de 20 a 30 μm. Sus movimientos son típicamente lentos, con formación de pseudópodos anchos, cortos y con escasa progresión. En el interior de su endoplasma se pueden apreciar algunas vacuolas digestivas que generalmente contienen bacterias en su interior.

### Prequiste
Al prepararse para el enquistamiento, el trofozoito expulsa de su citoplasma los alimentos no digeridos y su contorno se vuelve más esférico.

### Quiste inmaduro
En este estado se empieza a secretar una membrana protectora resistente que recubre la célula de los medios externos desfavorables. Al mismo tiempo se empieza a crear una vacuola conteniendo glucógeno.

### Quiste maduro
Mide entre 12 y 15 μm, es esférico. El núcleo se divide tres veces alcanzando el número de ocho núcleos, a diferencia de los quistes de E. histolytica, el cual no tiene más de cuatro núcleos. En el citoplasma del quiste maduro se observan espículas o masas irregulares llamadas cromátides. Se observa nuevamente la vacuola con glucógeno.

### Metaquiste
La capa es lisada y desgarrada, escapando la masa octanucleada. El citoplasma del metaquiste se divide en ocho partes, dando lugar al trofozoito metaquístico. Es parte en la formación del trofozoito.

### Trofozoito metaquístico
Son el producto inmediato del metaquiste. Al empezar su alimentación se desarrollan y crecen formando el trofozoito, cerrando así el ciclo vital.

## Patogénesis
E. coli se transmite en forma de quiste viable que llega a la boca por contaminación fecal y se deglute. Es un parásito de la luz intestinal (intestino grueso). No patógeno y no produce síntomas.

## Diagnóstico y tratamiento
E. coli hay que distinguirla de otras amebas patógenas como Entamoeba histolytica y/o E. dispar. El diagnóstico se realiza mediante un análisis directo de las heces, métodos de concentración y/o tinciones especiales (tricrómica, hematoxilina férrica, entre otras). El tratamiento para la E. coli usualmente es el metronidazol, pero también se puede usar el cotrimoxazol, pirimentamina.

## Prevención
- Se debe indicar medidas de higiene personal.
- Lavado correcto de las manos.
- Lavar bien los alimentos antes de ingerirlos.
- Hervir y clorar el agua bebida.